# 北支新河
北支新河，又称北支脉河，位于中国山东省北部，为支脉河左岸支流，系由1958年大规模兴修和开挖河网而成，曾名“跃进河”，1977年系统地开挖成大型排涝河道。北支新河西起高青县西部，向东流经高青县青城、田镇、唐坊、博兴县庞家、陈户、吕艺和纯化等镇，于王浩村东北入支脉河。全长61公里，流域面积约580平方公里。